# Escola del Bosc
L'Escola del Bosc va ser una institució pedagògica nascuda a iniciativa de l'Ajuntament de Barcelona i inspirada en els moviments pedagògics republicans.

## Història
L'any 2014 es van complir cent anys de la inauguració de l'Escola del Bosc, la primera escola municipal de Barcelona, situada a la muntanya de Montjuïc, a la gran finca de Laribal. Va ser inaugurada el 8 de maig de 1914. La Mancomunitat i l'Ajuntament de Barcelona havien començat a considerar les escoles com a cosa pròpia a partir del 1914.
Va ser la primera de les anomenades "escoles a l'aire lliure", creades amb finalitats terapèutiques i pedagògiques. La presència a l'Ajuntament d'un nombre important de regidors republicans especialment preocupats per les qüestions pedagògiques, va fer que el tema escolar esdevingués un dels eixos de la política municipal, a més de comptar amb un pressupost important per a l'àrea de cultura aprovat el 1908.
Aquests centres van sorgir amb la finalitat de millorar la salut dels infants que els impedia assistir a les escoles de manera habitual. L'Escola de Bosc va ser dirigida per Rosa Sensat, i hi va aplicar la pedagogia de l'escola nova, que posava els infants en el centre del projecte educatiu –respectava la seva individualitat i els seus interessos– i es mantenia fidel als principis d'escola pública, laica i catalana.
Rosa Sensat només era directora de l'escola on anaven les nenes, però, tot i això, va ser la impulsora d'una revolució pedagògica. En aquell mateix any se li va concedir una beca per viatjar a altres països europeus i investigar els models d'escoles a l'aire lliure.

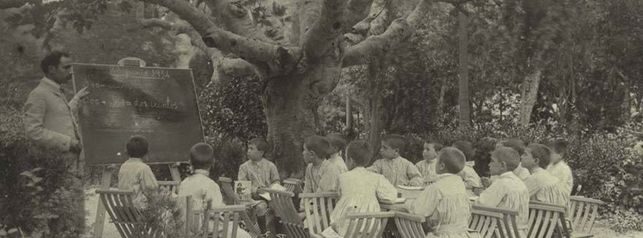
Fent classe a l'Escola del Bosc de Montjuïc, en els seus inicis

Inspirada en l'escola a ple aire berlinesa Waldschule de Charlottenburg, reprenia l'experiència de les colònies escolars destinades a l'enfortiment físic dels infants que ja funcionaven des de 1906. El funcionament d'aquesta mena d'escoles era molt diferent de la resta, ja que els infants deixaven d'estar tancats en aules rebent una educació purament memorística, basada en la transmissió de continguts, i entraven en contacte directe amb la natura i l'entorn. A més a més, l'expressió corporal i la música hi tenien un paper força important. El seu objectiu era aconseguir una educació integral per als infants, respectant el seu vitalisme, entès com a vida a prop de la natura. Tots els continguts es basaven en fets quotidians. L'escola es va convertir en un model a imitar.
Alguns pilars bàsics de les escoles del bosc són: la coeducació, l'ensenyament a través d'un aprenentatge significatiu, l'objectiu que els infants se sentin estimats, l'harmonia amb la natura, l'adaptació dels docents al desenvolupament de cada infant, l'ensenyament els uns a través dels altres...
La positiva experiència de l'Escola del Bosc va animar a crear altres centres escolars municipals de característiques similars, com ara l'Escola del Mar, inaugurada l'any 1921 a la platja de la Barceloneta, i posteriorment al Guinardó, segon parc municipal fet a Barcelona, i l'Escola Bosc del Guinardó l'any 1923, avui Escola Parc del Guinardó, també al mateix Parc. I també les colònies d'estiu, com les de Capdella, Vilamar (a Calafell), Turissa (a Tossa de Mar), Berga i altres La influència de moviments pedagògics com l'Escola Moderna i els centres escolars vinculats als ateneus obrers havien creat una oferta pedagògica amb uns continguts ideològics que no podien satisfer gens la burgesia industrial, i finalment aquesta va considerar convenient fer una oferta pròpia de places gratuïtes d'ensenyament públic de qualitat. Això va ser possible perquè van existir mestres de categoria que hi van aportar tot el seu esforç: Rosa Sensat, Pere Vergés i Farrés, Prudenci Bertrana, Josep Puig Elías, Artur Martorell, etc.
El model pedagògic es va perdre durant l'època franquista i no es va poder recuperar fins a la represa democràtica.

## Les escoles de bosc
L'any 1927, H.L. Russell era degà de la facultat d'Agronomia de la Universitat de Wisconsin-Madison, on va concebre la idea de fer una escola amb el suport del Comitè de Planificació de l'ús del sòl del Comtat i de l'Estat de Winsconsin, es va comprar un tros de terra per al bosc de l'escola a Laona, i més tard a Wabeno i Crandon, tres ciutats de l'estat.
A la dècada dels 50, van començar a aparèixer noves escoles cap als països del nord d'Europa, com ara a Dinamarca, l'any 1952, quan una mare, Ella Flautau, anava amb el seu fill pel bosc, a poc a poc va començar a agafar més nens i nens fins que era un gran grup i van decidir crear la primera escola del bosc infantil europea, anomenada Udeskoler.
Aquestes escoles eren per a infants fins als 7 anys i la majoria dels nens i nenes adquirien habilitats socials, autoestima, una cooperació i treball amb grup més desenvolupats que a la resta.
A Suècia l'any 1957, es va crear les "Skogsmulle" a càrrec de Goesta Frohm, amb la intenció de promoure l'aprenentatge a través de la naturalesa. L'any 1985 van obrir moltes escoles amb el model de Frohm.
A Noruega són més de 200 escoles "I Ur och Skur", centres d'educació infantil i prop d'una vintena són d'educació primària dins del mateix entorn natural.
A Alemanya les escoles van aparèixer l'any 1968. S'anomenaven "waldkindergarten" i eren escoles d'educació infantil fins als 6 anys i després hi ha les "waldchulen" que són de 6 a 12 anys. L'any 1993 el govern alemany les va reconèixer oficialment, donant.los ajut econòmic, i des d'aquell moment varen començar a crear moltes més escoles fins a arribar a unes 1.500 l'any 2016.
Aquestes escoles es van introduir al Regne Unit a la dècada dels 90 exactament l'any 1993, gràcies a Bridgwater College, a Somerset. L'any 2006 hi havia 140 escoles del bosc. Al Regne Unit, l'any 1995 es van començar a oferir cursos de formació continuada sobre les escoles dels boscos a la universitat i cada cop hi ha més demanda.
Suïssa, Àustria, Luxemburg, el Canadà, el Japó i Itàlia entre d'altres, són països on també es troben aquestes escoles.